# Rhombodera stali
Rhombodera stali är en bönsyrseart som beskrevs av Giglio-tos 1912. Rhombodera stali ingår i släktet Rhombodera och familjen Mantidae. Inga underarter finns listade i Catalogue of Life.